# Alexander Horwath

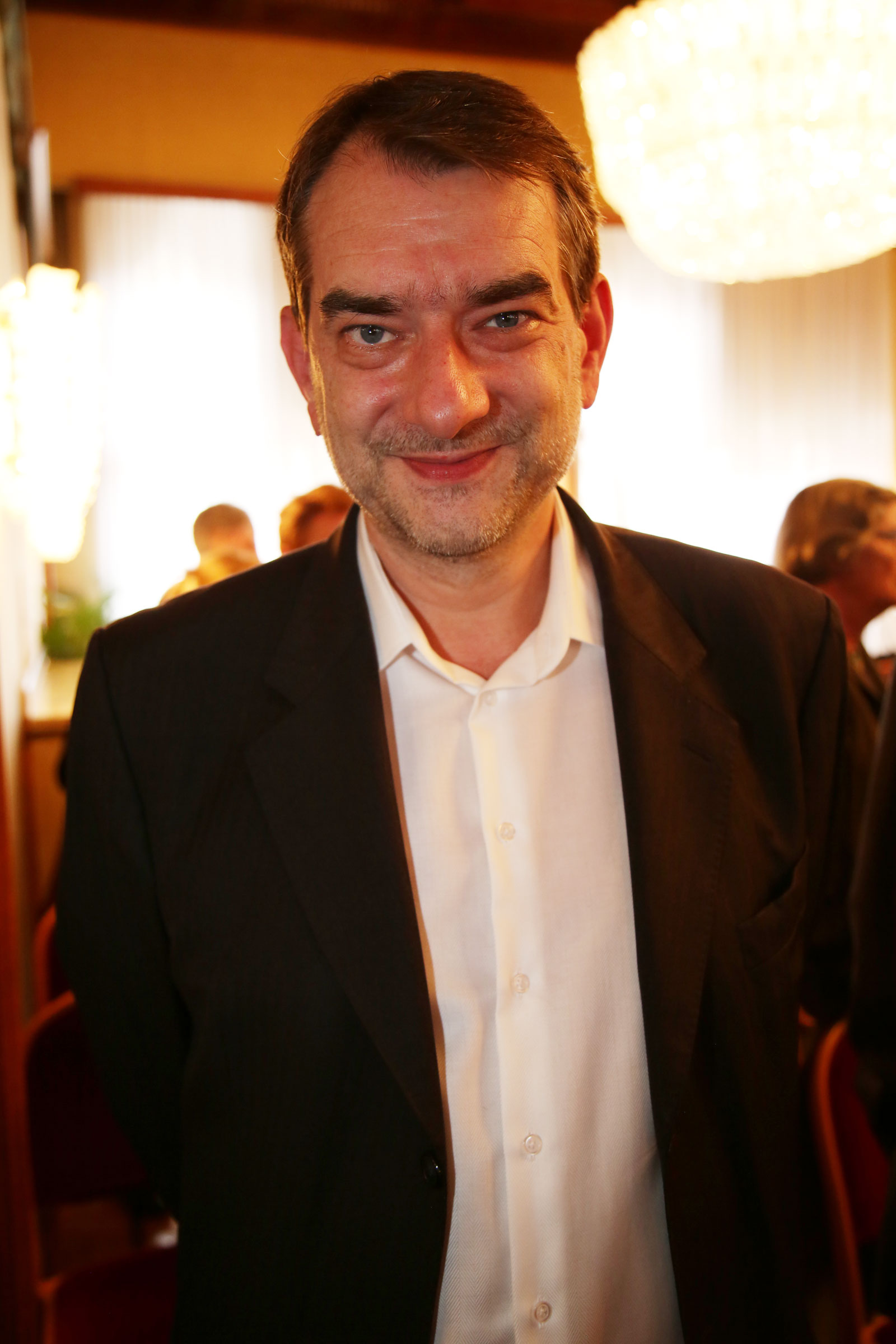
Alexander Horwath (2015)

Alexander Horwath (* 7. Dezember 1964 in Wien) ist ein österreichischer Kurator, Filmhistoriker und Filmemacher. Von 1992 bis 1997 war er Direktor der Viennale und von 2002 bis 2017 Direktor des Österreichischen Filmmuseums.

## Leben
Horwath studierte Theaterwissenschaft an der Universität Wien, schloss das Studium jedoch nicht ab. 1985 begann er seine publizistische Tätigkeit mit Texten für österreichische und internationale Medien, darunter die Wiener Stadtzeitschrift Falter (wo er auch als Filmkritiker arbeitete), Die Zeit, Süddeutsche Zeitung, Meteor, Film Comment, Die Presse, Der Standard (dort ebenfalls als Filmkritiker).
In Buchpublikationen beschäftigte er sich u. a. mit Michael Haneke, Josef von Sternberg dem österreichischen Avantgardefilm oder dem US-amerikanischen Film der 1960er und 1970er Jahre.
Neben seiner Tätigkeit für die Viennale und das Österreichische Filmmuseum war er Kurator von Ausstellungen und Filmretrospektiven, u. a. am Museum of Modern Art („Vienna, A City Unveiled“), Jury-Mitglied und Konsulent für internationale Filmfestivals sowie Lehrbeauftragter an der Universität Wien und anderen Hochschulen. So wirkte er auch an dem 2004 entstandenen Dokumentarfilm Edgar G. Ulmer – Der Mann im Off mit. 2007 war er Kurator des Filmprogrammes der documenta 12.
Horwath wurde auf der Frühjahrs-Mitgliederversammlung der Akademie der Künste Berlin am 25. Mai 2013 als neues Mitglied in die Sektion Film- und Medienkunst gewählt. Er ist Korrespondierendes Mitglied der Wiener Secession sowie Mitglied im Artistic Committee des Festivals Il Cinema Ritrovato in Bologna. 2018 wurde er in den Universitätsrat der Akademie der bildenden Künste Wien gewählt.
2016 nahm Horwath an der BBC-Wahl zu den 100 bedeutendsten Filme des 21. Jahrhunderts teil und wählte den Dokumentarfilm Hat Wolff von Amerongen Konkursdelikte begangen? (2004) von Gerhard Friedl auf den ersten Platz.
Im Oktober 2017 übergab Alexander Horwath die Leitung des Österreichischen Filmmuseums an Michael Loebenstein. 2018 wurde er mit dem Goldenen Ehrenzeichen für Verdienste um das Land Wien gewürdigt. Seit 2018 ist er als freier Autor und Kurator tätig, u. a. mit Projekten zu Amos Vogel (Filmfestival Punto de vista, 2021), Peter Lorre (Filmfestival Il Cinema Ritrovato, 2022) und Robert Frank (Akademie der Künste Berlin, 2024). Sein erster Film, Henry Fonda for President, eine essayistische Annäherung an die Geschichte der USA und den Filmschauspieler Henry Fonda, wurde im Februar 2024 bei der Berlinale uraufgeführt.

## Veröffentlichungen (Auswahl)
Horwath ist Autor und Herausgeber verschiedener Bücher über Themen des Films:
- Der Siebente Kontinent – Michael Haneke und seine Filme, Europa-Verlag, Wien/Zürich 1991, ISBN 3-203-51130-4
- als Herausgeber mit Lisl Ponger und Gottfried Schlemmer: Avantgardefilm. Österreich 1950 bis heute, Wespennest, Wien 1995, ISBN 3-85458-508-X
- The Last Great American Picture Show. New Hollywood 1967-76, Wespennest, Wien 1995, ISBN 3-85458-511-X
- als Herausgeber mit Michael Loebenstein: Peter Tscherkassky, Synema, Wien 2005, ISBN 3-901644-16-4
- als Herausgeber mit Michael Omasta: Josef von Sternberg: The Case of Lena Smith. Synema/Columbia University Press, Wien 2007, ISBN 978-3-901644-22-1
- gemeinsam mit Paolo Cherchi Usai, David Francis und Michael Loebenstein: Film Curatorship – Archives, Museums, and the Digital Marketplace, Synema / Columbia University Press, Wien 2008, ISBN 978-3-901644-24-5
- als Herausgeber mit Stefan Grissemann und Regina Schlagnitweit: Was ist Film. Peter Kubelkas Zyklisches Programm im Österreichischen Filmmuseum, Synema, Wien 2010, ISBN 978-3-901644-36-8
- Fünfzig Jahre Österreichisches Filmmuseum, 3 Bände, Synema, Wien 2014, ISBN 978-3-901644-53-5
- als Herausgeber mit Michael Omasta: Ruth Beckermann, Synema, Wien 2016, ISBN 978-3-901644-68-9